# Mágico González
Jorge Alberto "Mágico" González Barillas (San Salvador, 1958. március 13. – ) salvadori válogatott labdarúgó.
A salvadori labdarúgás történetének egyik legismertebb és legnagyszerűbb játékosának tartják.

## Pályafutása

### Klubcsapatban
Pályafutását 1975-ben az ANTEL csapatában kezdte és az Independientében folytatta. 1977 és 1982 között a FAS együttesében játszott. 1982-től 1991-ig Spanyolországban szerepelt, ahol a Cádiz játékosa volt. 1985-ben a néhány mérkőzésen pályára lépett a Real Valladolidban is. 1991 és 1999 között a FAS csapatában játszott. Ötszörös salvadori bajnok (1977–78, 1978–79, 1981, 1994–95, 1995–96).

### A válogatottban
1976 és 1998 között 62 mérkőzésen szerepelt a salvadori válogatottban és 21 gólt szerzett. Részt vett az 1982-es világbajnokságon, ahol a salvadoriak összes mérkőzésén kezdőként lépett pályára.

## Sikerei
CD FAS
- Salvadori bajnok (5): 1977–78, 1978–79, 1981, 1994–95, 1995–96
- CONCACAF-bajnokok kupája (1): 1979